# Lac de Zvornik
Le lac de Zvornik (en bosnien et en serbe : Zvorničko jezero ; en serbe cyrillique : Зворничко језеро) est un lac de retenue situé en Bosnie-Herzégovine et en Serbie, sur la rivière Drina. Il est principalement situé sur le territoire de la municipalité de Mali Zvornik en Serbie.

## Caractéristiques
Le lac de Zvornik a été créé en 1955, à la suite de la construction d'un barrage sur la rivière Drina, au sud de la ville bosnienne de Zvornik. Il s'étend sur une superficie comprise entre 8,1 km2 et 13 km2, principalement sur le territoire de la municipalité de Mali Zvornik, en Serbie. Sa longueur totale est de 25 km, avec une largeur comprise entre 200 m et 3 km.

## Activités
Le lac de Zvornik offre des possibilités pour les activités de loisir et le sport. Il attire de nombreux pêcheurs, qui peuvent y capturer notamment le silure glane, le brochet, le sandre, le huchon, la carpe commune, la carpe herbivore (Ctenopharyngodon idella), la brème ou l'ablette du Danube (Chalcalburnus chalcoides). Chaque année, le lac accueille le concours de pêche Somovijada, qui a lieu en juillet.